# Bruno Alexandre Rodrigues
Bruno Alexandre Rodrigues (født 6. februar 1989) er en brasiliansk fodboldspiller.
Han har spillet for flere forskellige klubber i sin karriere, herunder Ventforet Kofu og Gainare Tottori.